# کرسکی
کرسکی (به لهستانی:  Kryski) یک روستا در لهستان است که در گمینا کوژنگتسا واقع شده‌است.